# Wattle Grove, New South Wales
Wattle Grove este o suburbie în Sydney, Australia.